# قوات العمليات الخاصة (اليمن)
[وفقًا لِمَن؟]
قوات العمليات الخاصة هو تشكيل جديد في القوات المسلحة اليمنية، تضم القوات 5 ألوية عسكرية متخصصة في العمليات الخاصة ومكافحة الأرهاب تتمركز أغلبيتها في العاصمة صنعاء ولديها لواء عسكري في كل من الحديدة وذمار، 
تعتبر تشكيلاً واحداً مرتبطاً بهيكلية وزارة الدفاع وهيئة الأركان العامة وتخضع عملياً للقائد الأعلى.

## خلفية
كانت تسمى قديماً بالقوات الخاصة وصدر قرار جمهوري في 19 ديسمبر 2012 بتعيين العميد ركن أحمد حسين دحان قائداً للقوات الخاصة بدلاً من نجل الرئيس السابق أحمد علي، ومؤخراً تم دمجها مع ألوية أخرى تحت مسمى «العمليات الخاصة».

## القادة
- اللواء الركن عبد ربه أحمد منصور القشيبي.
- اللواء الركن إسماعيل حسن زحزوح (منذ 27 فبراير 2018 -)[2]

## القوة العسكرية
| م | اللواء                | القائد                                 | مكان التمركز | المحافظة       |  |
| - | --------------------- | -------------------------------------- | ------------ | -------------- |  |
| 1 | قيادة العمليات الخاصة | اللواء الركن مجلي أحمد مجيديع          | الصباحة      | العاصمة صنعاء  |  |
| 2 | لواء القوات الخاصة    | العميد الركن أحمد حسين دحان            | الصباحة      | العاصمة صنعاء  |  |
| 3 | وحدات مكافحة الإرهاب  |                                        | الصباحة      | العاصمة صنعاء  |  |
| 4 | اللواء 1 مشاة جبلي    | العميد الركن محمد بن محمد أحمد الجرادي | ذمار         | محافظة ذمار    |  |
| 5 | اللواء 10 صاعقة       | العميد الركن أحمد صالح البحش           | باجل         | محافظة الحديدة |  |